# بن جراح
بن جراح (به عربی: بن جراح) یک شهرداری در الجزایر است که در استان قالمه واقع شده‌است. بن جراح ۴٬۲۰۲ نفر جمعیت دارد.